# Psychotria martinetugei
Psychotria martinetugei är en måreväxtart som beskrevs av Martin Roy Cheek. Psychotria martinetugei ingår i släktet Psychotria och familjen måreväxter. Inga underarter finns listade i Catalogue of Life.